# Mausoléu Xiao
O Ming Xiaoling ( chinês: 明孝陵, pinyin: Míng Xiào Líng, lit. ‘Filial mausoleum of Ming’) é o mausoléu do Imperador Hongwu, o fundador da dinastia Ming . Fica no sopé sul da Montanha Púrpura, localizado a leste do centro histórico de Nanquim . Diz a lenda que, para evitar o roubo do túmulo, 13 procissões idênticas de tropas funerárias partiram de 13 portões da cidade para obscurecer o verdadeiro local do sepultamento. 
A construção do mausoléu começou durante a vida do Imperador Hongwu em 1381 e terminou em 1405, durante o reinado de seu filho, o Imperador Yongle, com um enorme dispêndio de recursos envolvendo 100.000 trabalhadores. O muro original do mausoléu tinha mais de 22,5 quilômetros de comprimento. O mausoléu foi construído sob forte guarda de 5.000 soldados.

## Layout e monumentos

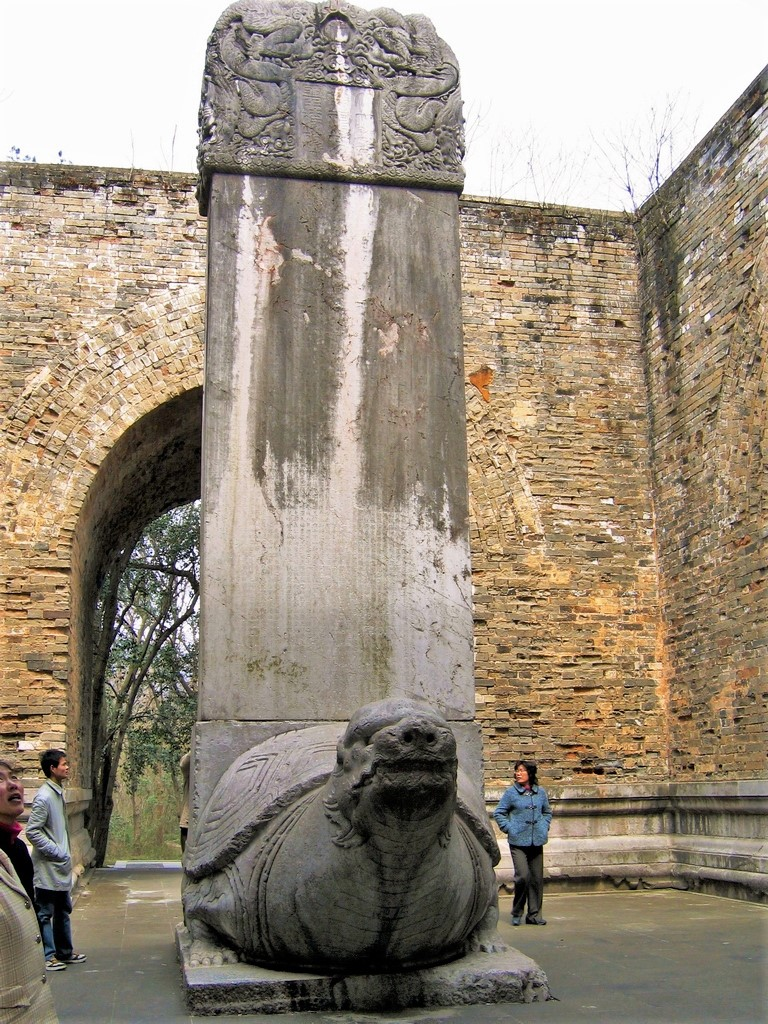
A estela de Shengong Shengde no pavilhão Sifangcheng, antes da reconstrução do telhado

O Da Jin Men (Grandes Portões Dourados) serve como entrada monumental para o complexo, onde os visitantes são recebidos pelo impressionante Sifangcheng ("Cidade Quadrada"). No interior deste pavilhão, destaca-se uma gigantesca tartaruga de pedra, conhecida como bixi, que sustenta uma estela esculpida em sua carapaça. A estela, coroada por dragões entrelaçados sem chifres, é chamada de "Estela Shengong Shengde" (神功圣德碑), que se traduz literalmente como "A Estela do Mérito Divino e da Virtude Santa". A inscrição na estela, que exalta os méritos e virtudes do Imperador Hongwu, foi redigida por seu quarto filho, o Imperador Yongle. A tartaruga mede 5,15 metros de comprimento, 2,54 metros de largura e 2,8 metros de altura, enquanto a estela atinge 8,78 metros de altura, incluindo a base. Este monumento é um dos exemplos mais emblemáticos e conhecidos do gênero na China.
Acredita-se que, originalmente, o Imperador Yongle planejou instalar uma estela ainda maior no local. Para isso, em 1405, iniciou-se a extração de um imenso bloco de pedra na Pedreira de Yangshan, localizada a aproximadamente 10 quilômetros (6,2 milhas) a leste do mausoléu. No entanto, o projeto foi abandonado após perceberem que seria impossível transportar a estela colossal até o local desejado. A estela inacabada permanece na pedreira até os dias atuais, servindo como testemunho das ambiciosas empreitadas arquitetônicas da dinastia Ming.
Diferentemente do pavilhão semelhante encontrado nos Túmulos Ming, próximo a Pequim, o telhado do Sifangcheng em Nanquim foi destruído durante a Rebelião Taiping (1851-1864) e permaneceu sem cobertura até 2006. Naquela época, engenheiros chineses realizaram estudos detalhados para avaliar a viabilidade de restaurar o telhado. Com base nessas pesquisas, a reconstrução foi finalmente realizada entre 2007 e 2009, devolvendo ao pavilhão parte de sua grandiosidade original.

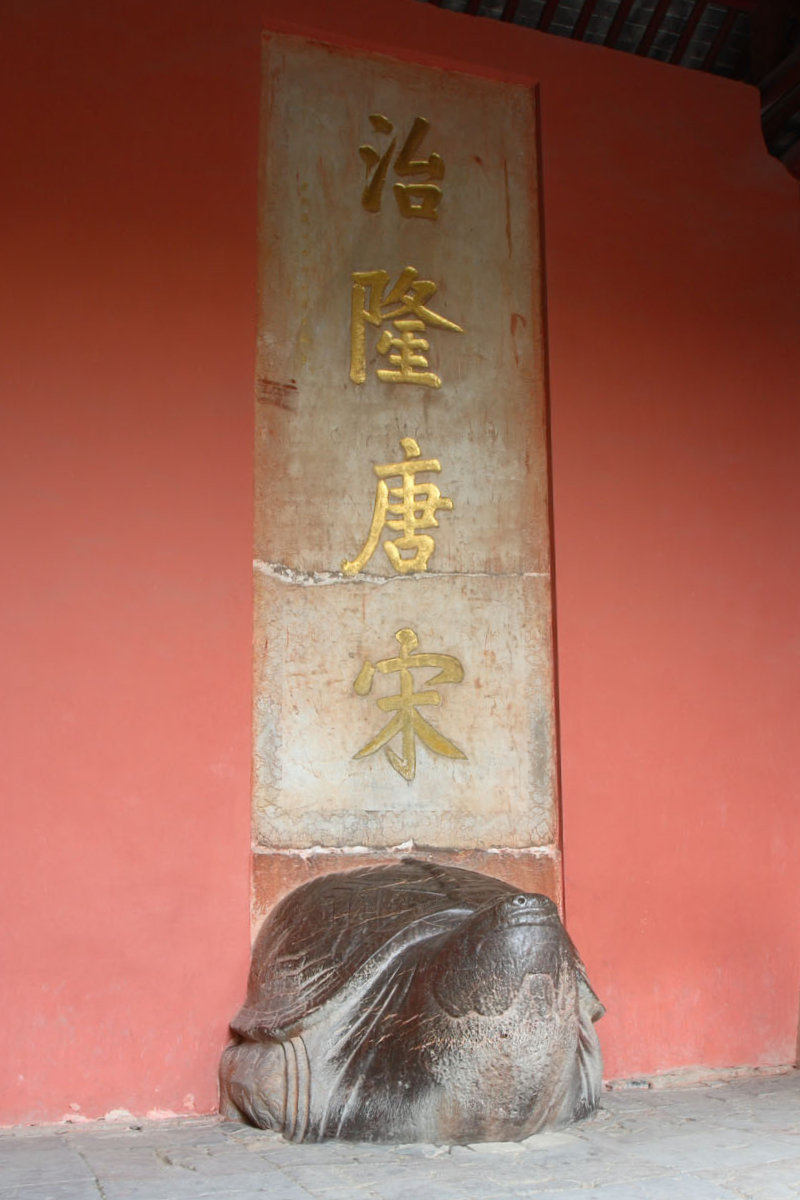
A estela de homenagem do Imperador Kangxi ao seu antecessor Ming de 300 anos antes

### O Caminho Sagrado
A Via Sacra (Shendao) é um caminho cerimonial de 1.800 metros de extensão, situado no complexo do mausoléu na cidade de Nanquim. Este percurso sinuoso começa próximo ao pavilhão Sifangcheng e é dividido em várias seções distintas, cada uma com seu próprio significado simbólico. A primeira parte, conhecida como Estrada do Elefante, é ladeada por 12 pares de estátuas de animais, representando seis tipos diferentes de criaturas: leões, xiezhi (uma criatura mítica associada à justiça), camelos, elefantes, qilin (um ser lendário auspicioso) e cavalos. Essas esculturas, dispostas em pares ao longo do caminho, servem como guardiãs simbólicas do túmulo. Atrás delas, ergue-se uma coluna ornamental chamada huabiao, um elemento arquitetônico tradicional chinês que marca a transição para a próxima seção.
A segunda parte do caminho é conhecida como Estrada Wengzhong, onde estão localizados quatro pares de estátuas de ministros e generais (ou figuras guerreiras guardiãs, chamadas Wengzhong). Essas esculturas, esculpidas em pedra, permanecem no local há séculos, simbolizando a proteção e o acompanhamento do imperador em sua jornada para a vida após a morte. A Via Sacra, com suas estátuas imponentes e simbolismo profundo, é um dos elementos mais icônicos do complexo do mausoléu, refletindo a grandiosidade e a importância espiritual atribuídas ao imperador na cultura chinesa.

### Portão Lingxing
No final da Estrada Wengzhong, originalmente situava-se o Portão Lingxing, um imponente pailou (portal decorativo tradicional chinês) que marcava o término simbólico da Via Sacra. No entanto, essa estrutura foi destruída há muito tempo, perdendo-se ao longo dos séculos. Em 2006, como parte dos esforços de preservação e restauração do complexo do mausoléu, o Portão Lingxing foi meticulosamente reconstruído, recuperando sua função histórica e simbólica no contexto do local.

### A área central
A entrada para a área central do complexo do mausoléu é feita através do Wen Wu Fang Men (Portão do Civil e do Militar). Do lado de fora do portão, uma placa de pedra inscrita exibe uma notificação oficial do governo local da dinastia Qing (1644–1911), ordenando a proteção e preservação do túmulo. Após atravessar o portão, chega-se ao Salão das Tábuas (Bei Dian), que abriga cinco estelas. A estela central, também sustentada por uma tartaruga de pedra (bixi), exibe uma inscrição com quatro caracteres chineses: "治隆唐宋" (Zhilong Tang Song). Essa inscrição foi escrita pelo Imperador Kangxi da dinastia Qing durante sua terceira viagem de inspeção ao sul, em 1699. O texto é interpretado como um elogio à grandeza do fundador da dinastia Ming, Zhu Yuanzhang (Imperador Hongwu), comparando (ou até superando) suas realizações às dos fundadores das renomadas dinastias Tang e Song.
Atrás do pavilhão, originalmente existiam outras estruturas anexas; no entanto, a maioria delas entrou em ruínas ao longo do tempo, restando apenas vestígios que ainda permitem vislumbrar o esplendor original do complexo. O imperador Zhu Yuanzhang (também conhecido pelo título póstumo de Imperador Ming Taizu) e sua rainha foram sepultados em um túmulo de argila com aproximadamente 400 metros de diâmetro, localizado em uma elevação conhecida como Colina do Dragão Solitário (Du Long Fu). No topo do túmulo, encontra-se um muro de pedra com um terraço, chamado Ming Lou (Mansão Ming) ou Torre da Alma, que está parcialmente embutido na face frontal do monte funerário. Em uma das paredes de pedra que cercam a câmara mortuária, foram inscritos sete caracteres chineses, identificando o local como o mausoléu do Imperador Ming Taizu, uma homenagem póstuma ao fundador da dinastia Ming.
Ao sul do túmulo do Imperador Ming Taizu, encontra-se a Montanha Meihua Shan ("Montanha da Flor de Ameixeira"), que abriga o mausoléu de Sun Quan, rei do Reino de Wu durante o período dos Três Reinos (220-265 d.C.). A presença desse mausoléu histórico é a razão pela qual o Caminho Sagrado (Shendao) não segue uma linha reta, desviando-se para contornar a montanha. Esse desenho sinuoso reflete não apenas o respeito pela tumba de Sun Quan, mas também a harmonia entre a arquitetura e a paisagem natural, um princípio fundamental na tradição chinesa de construção de mausoléus.

## História posterior
O complexo do mausoléu sofreu danos durante a Guerra Civil Taiping em meados do século XIX, mas foi parcialmente restaurado durante a era Tongzhi .
Junto com os Túmulos Ming ao norte de Pequim, o Mausoléu Ming Xiaoling de Nanquim foi inscrito pela UNESCO como parte dos Patrimônios Mundiais " Túmulos Imperiais das Dinastias Ming e Qing ".

## Galeria

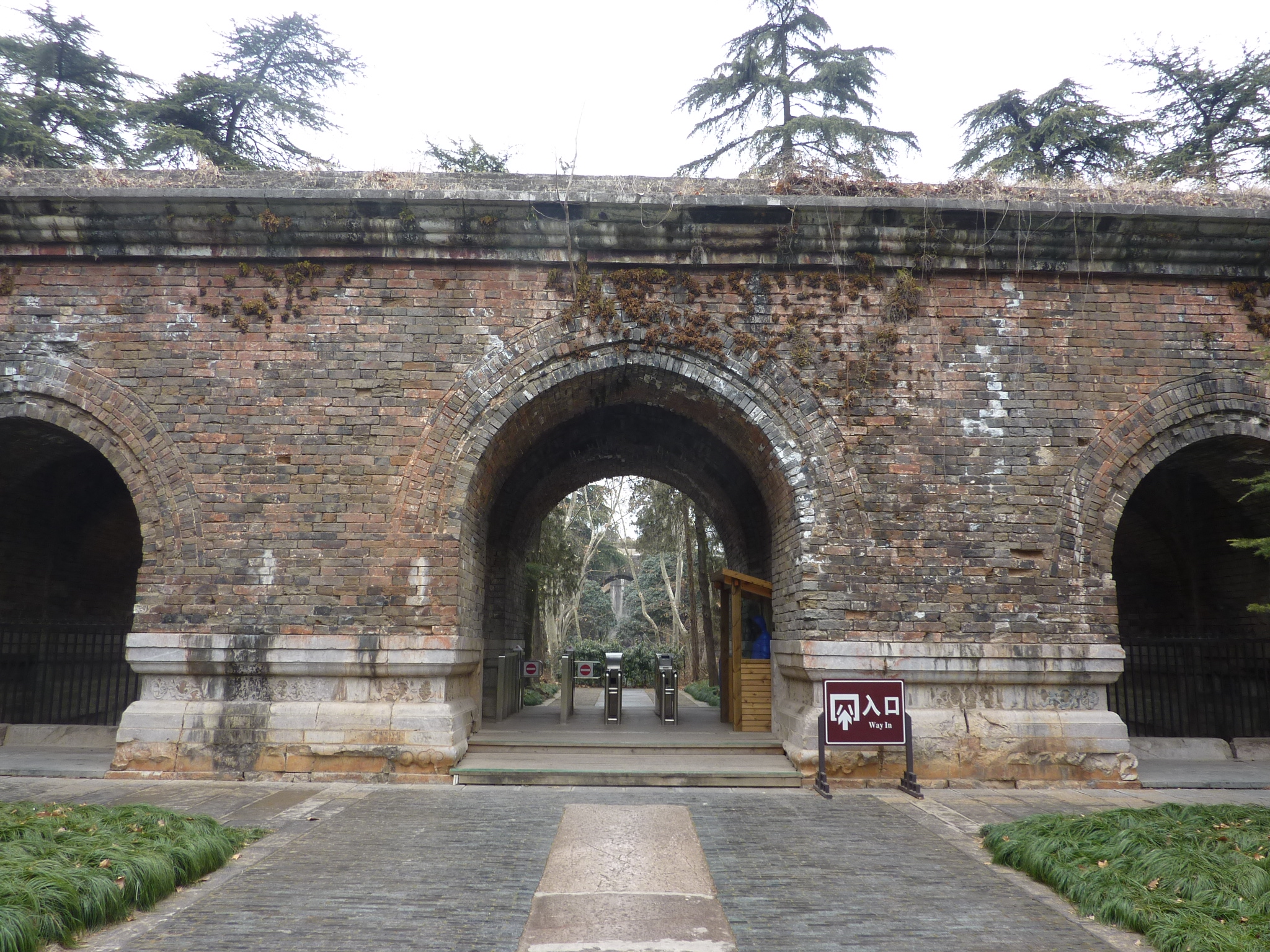
Da Jin Men (Os Grandes Portões Dourados), a entrada principal do local
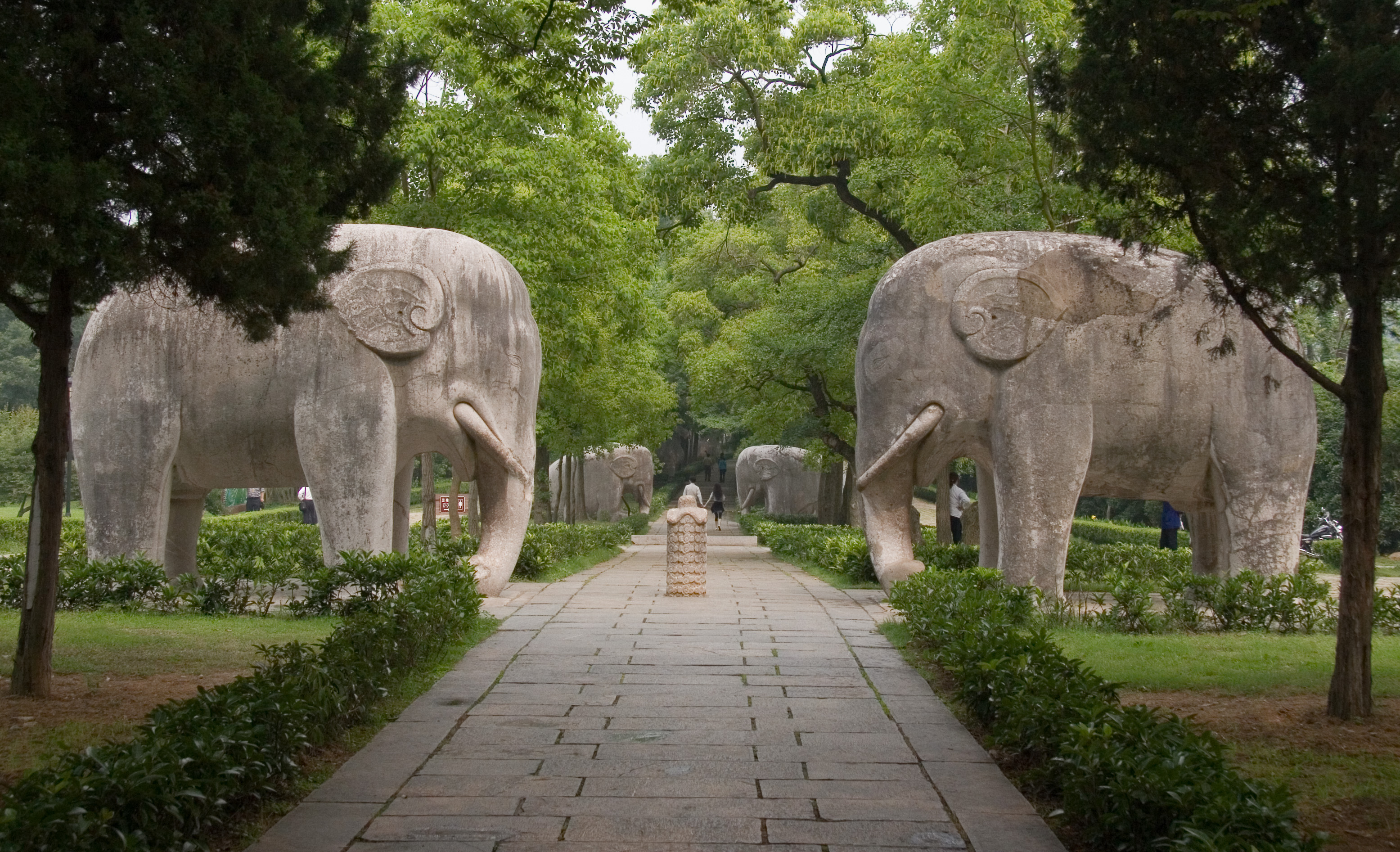
"Elephant Road" (ou Caminho dos Espíritos )
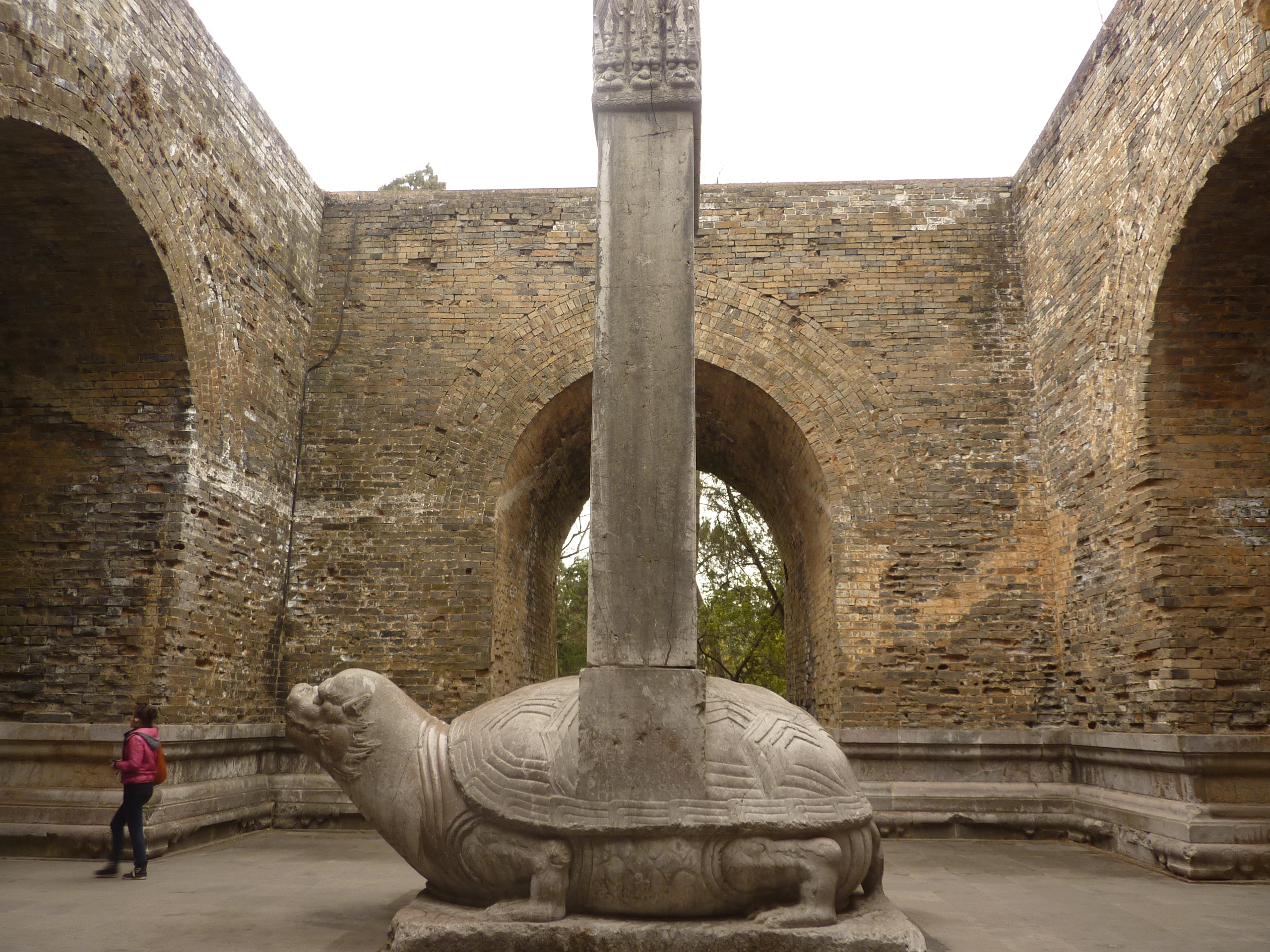
O pavilhão Sifangcheng ("Cidade Quadrada")
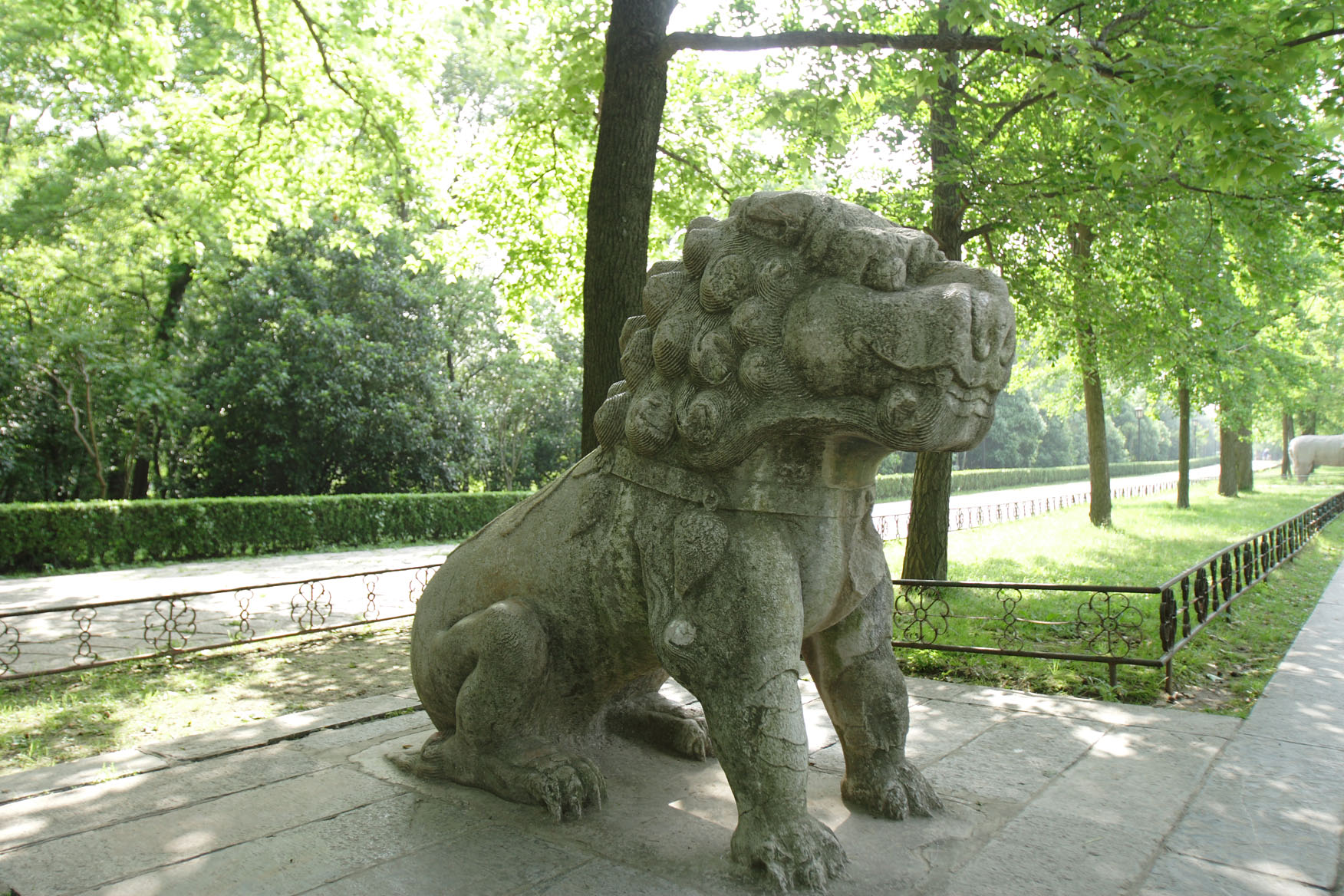
Um leão de pedra no Caminho dos Espíritos
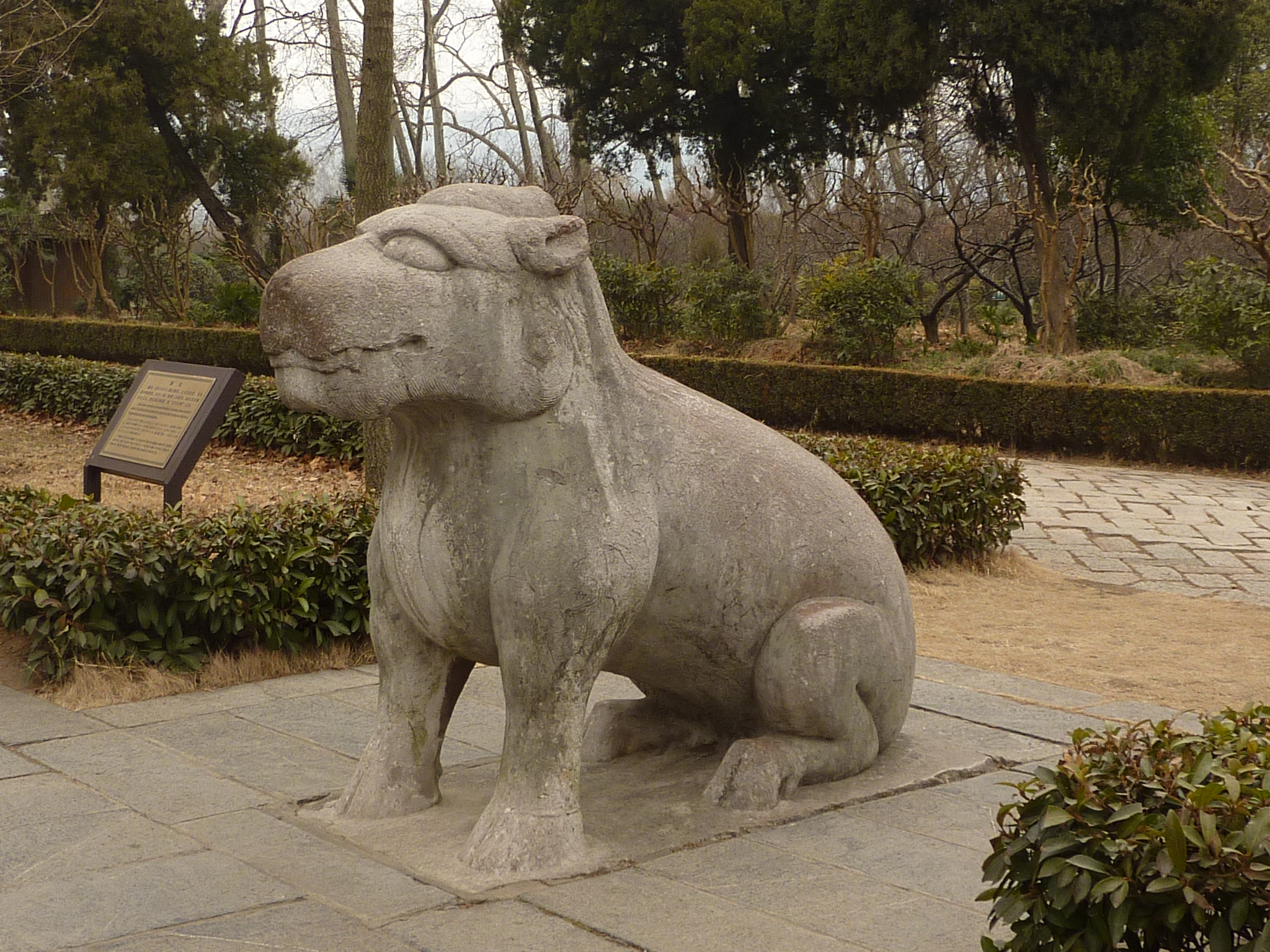
Um xiezhi na "Estrada do Elefante"
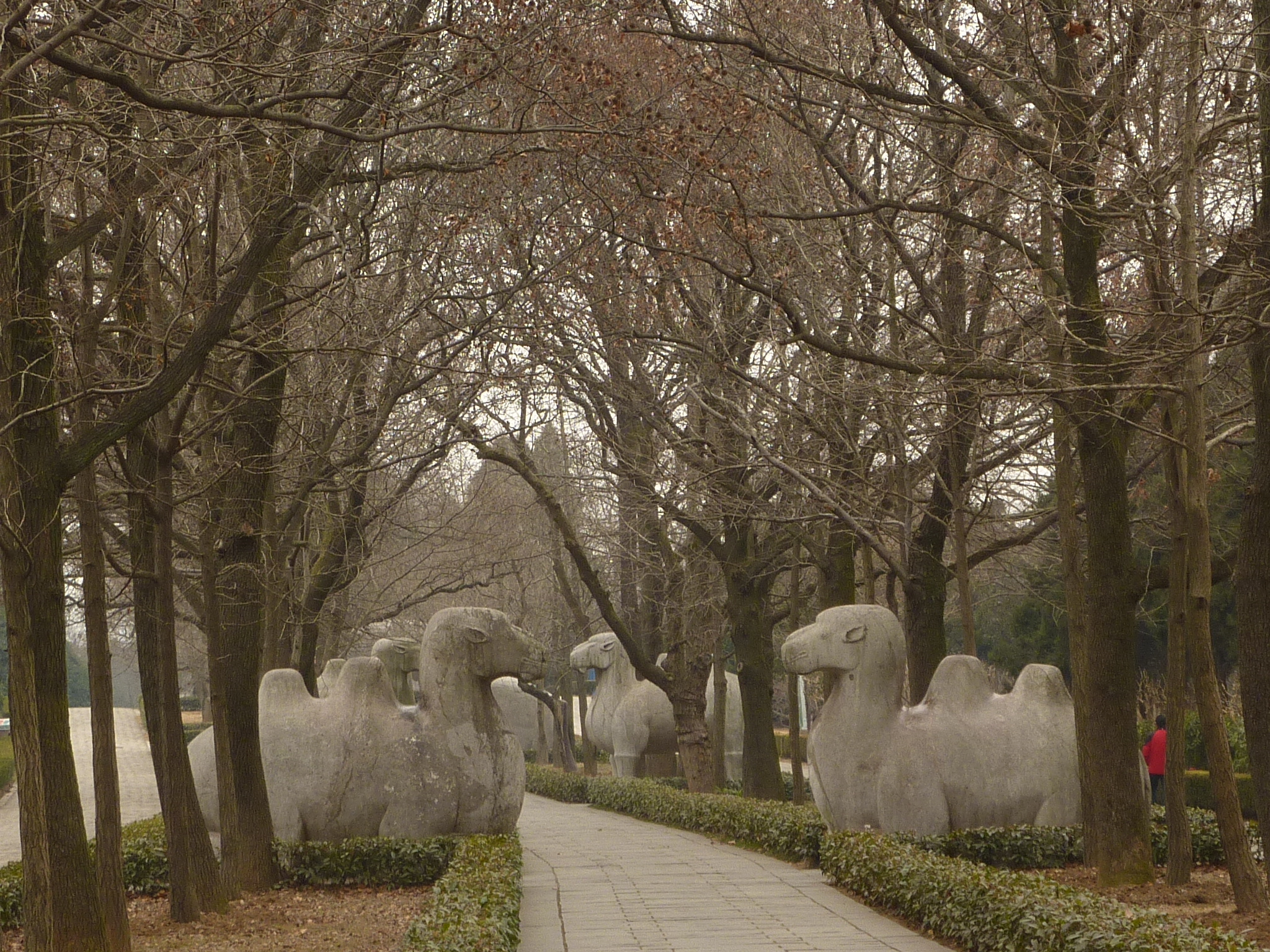
Camelos ao longo da "Estrada dos Elefantes"
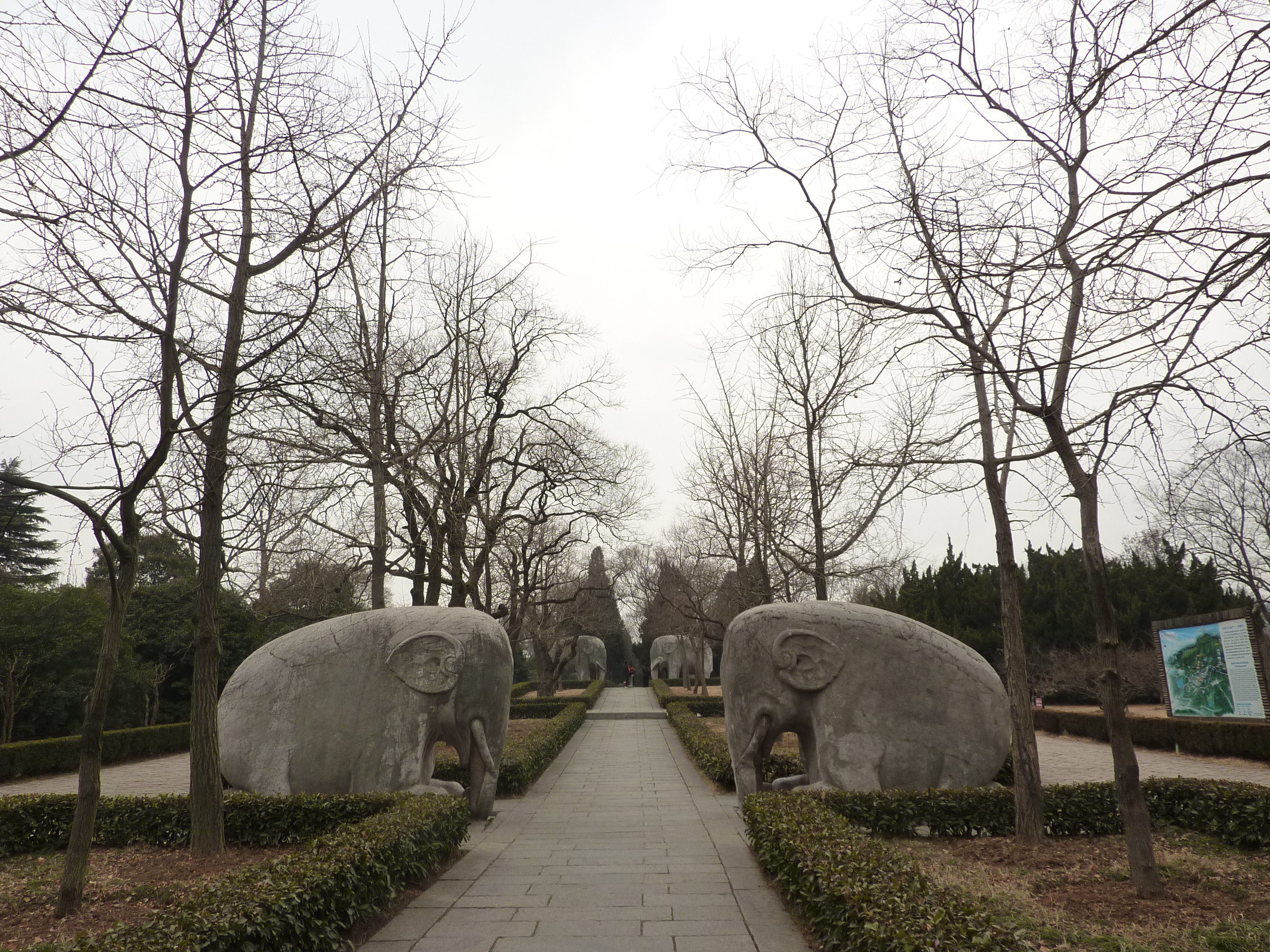
Elefantes ao longo da "Estrada dos Elefantes"
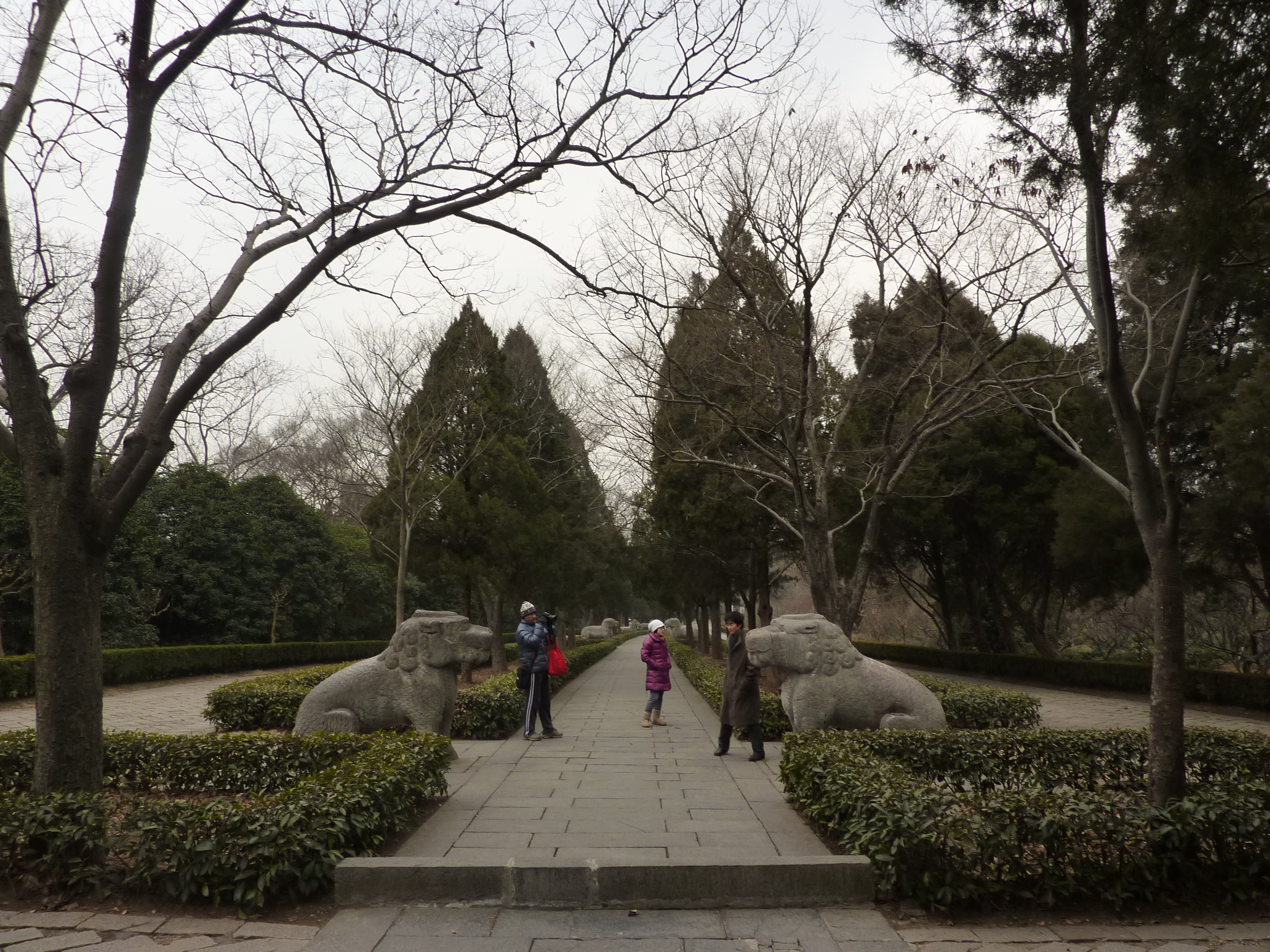
Qilin ao longo da "Estrada do Elefante"
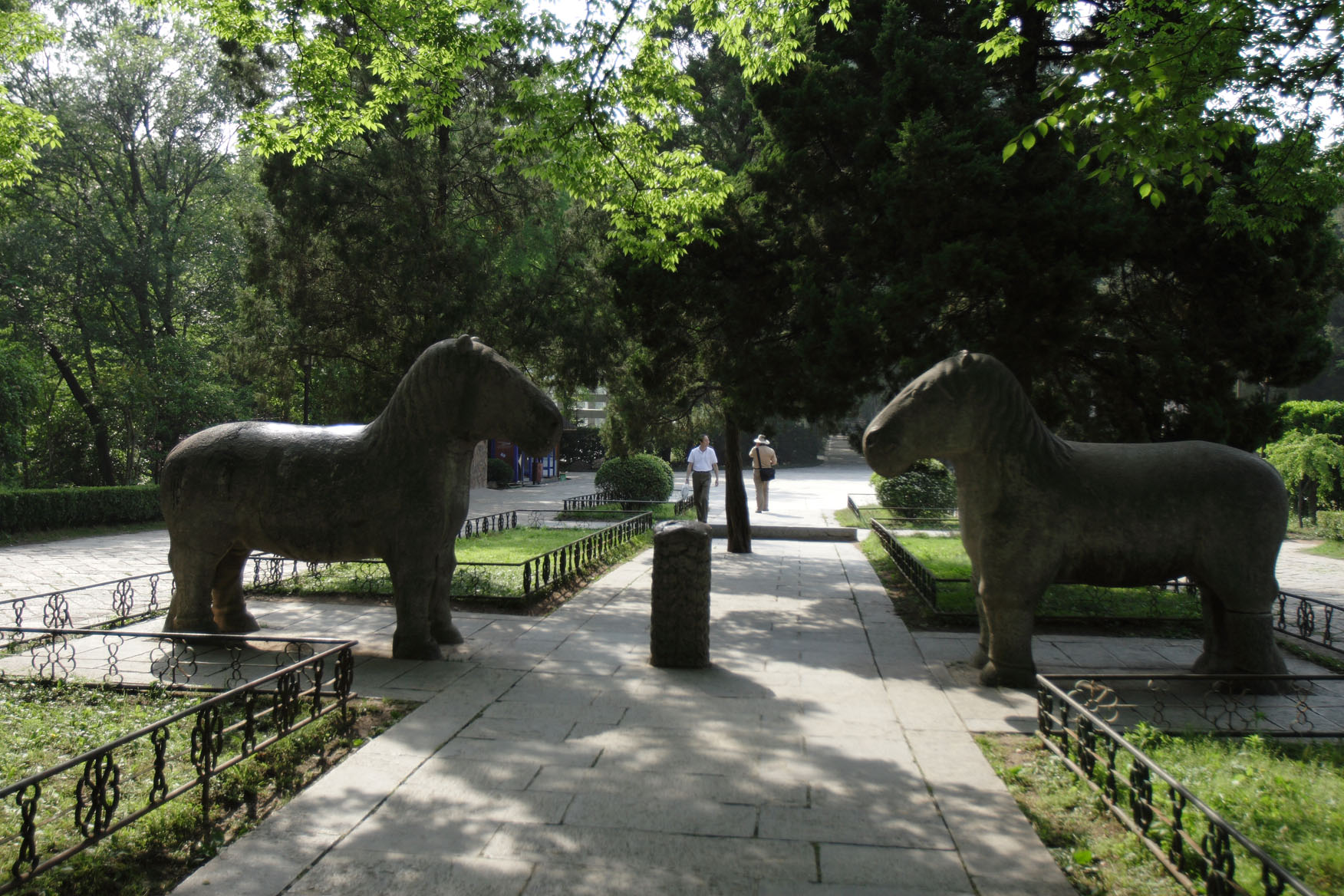
Cavalos ao longo da "Estrada do Elefante"
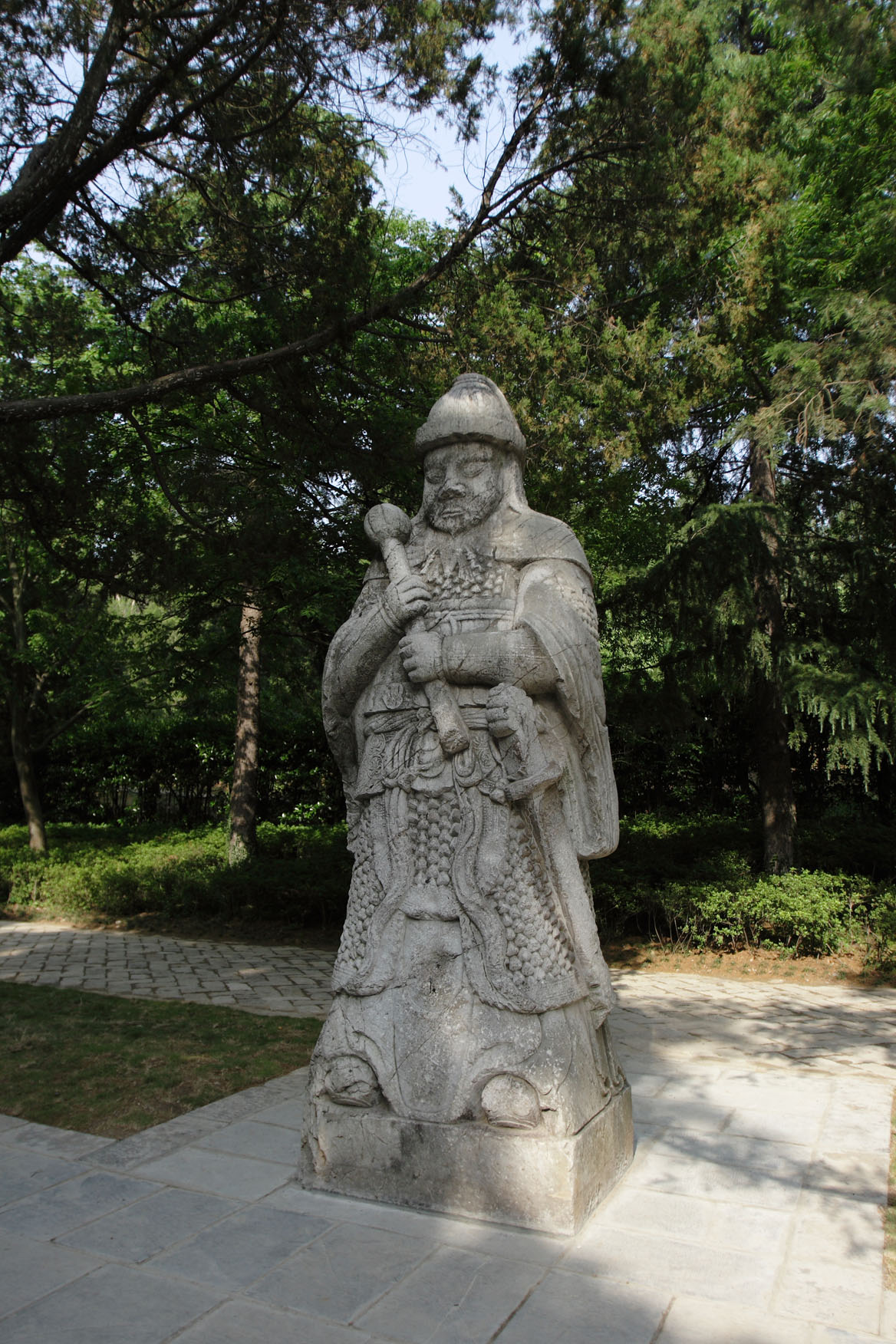
Estátua de um oficial militar no Caminho dos Espíritos
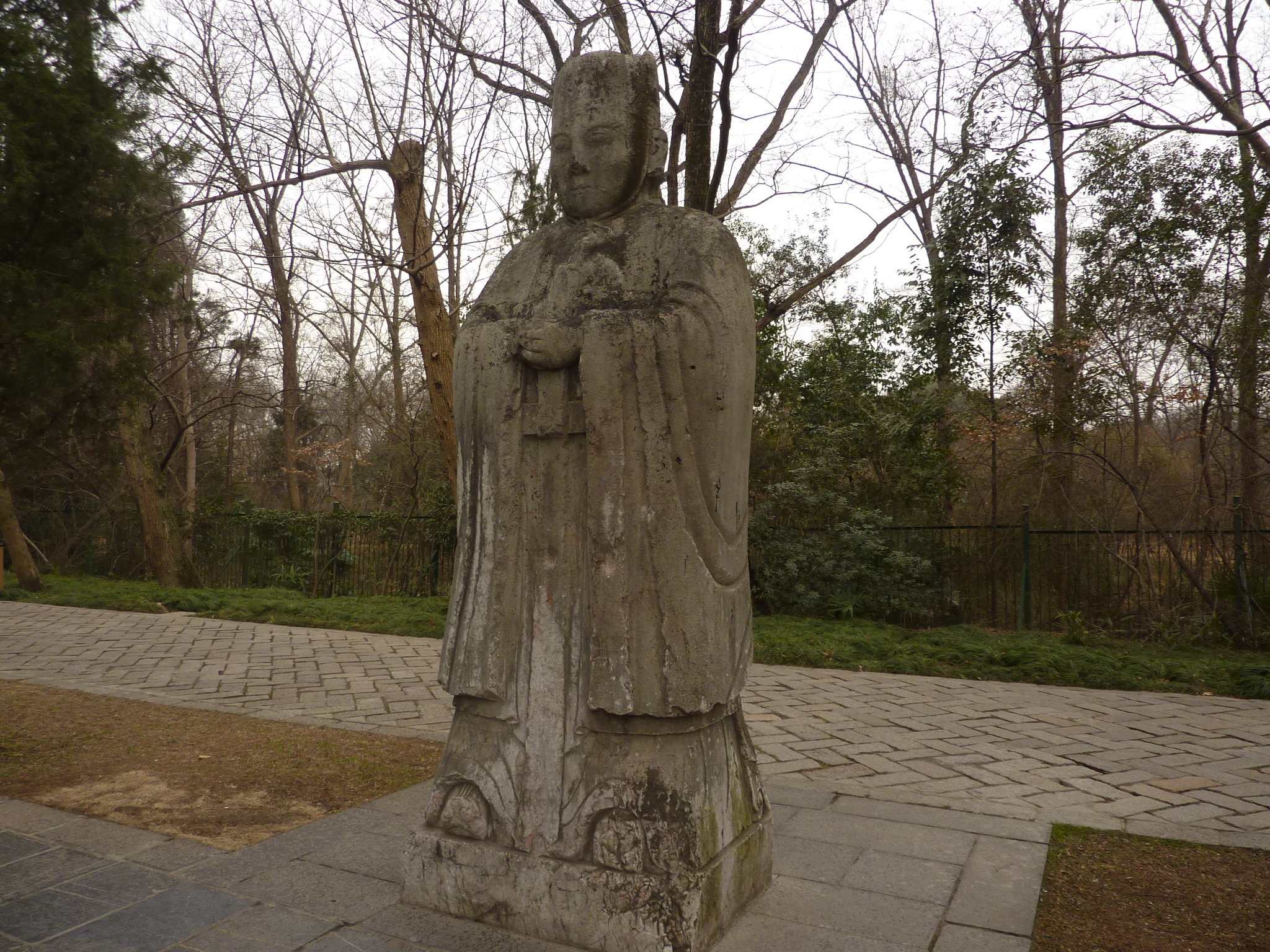
Um funcionário civil na "Wengzhong Road"
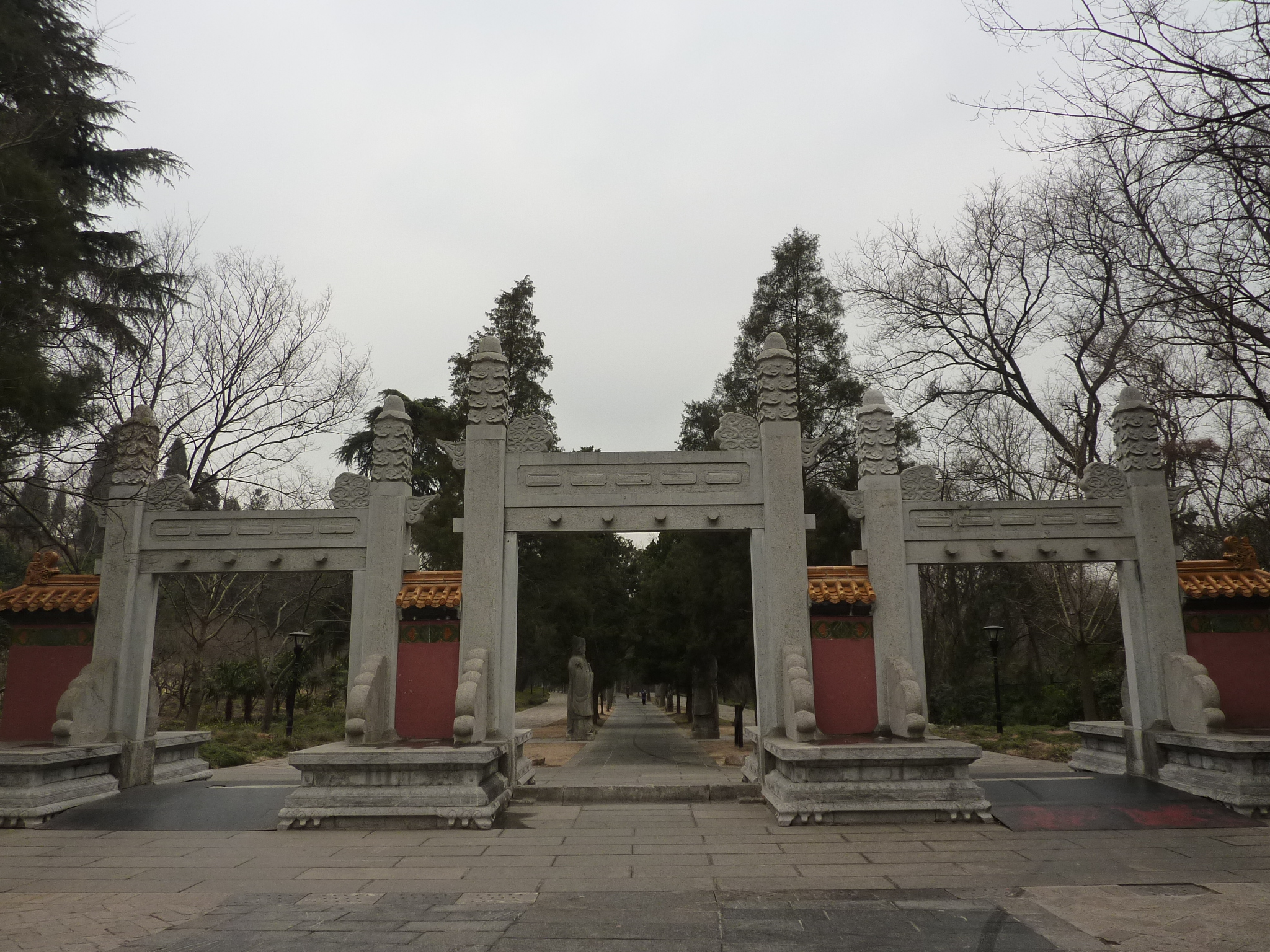
Portão Lingxing no final da "Estrada Wengzhong"
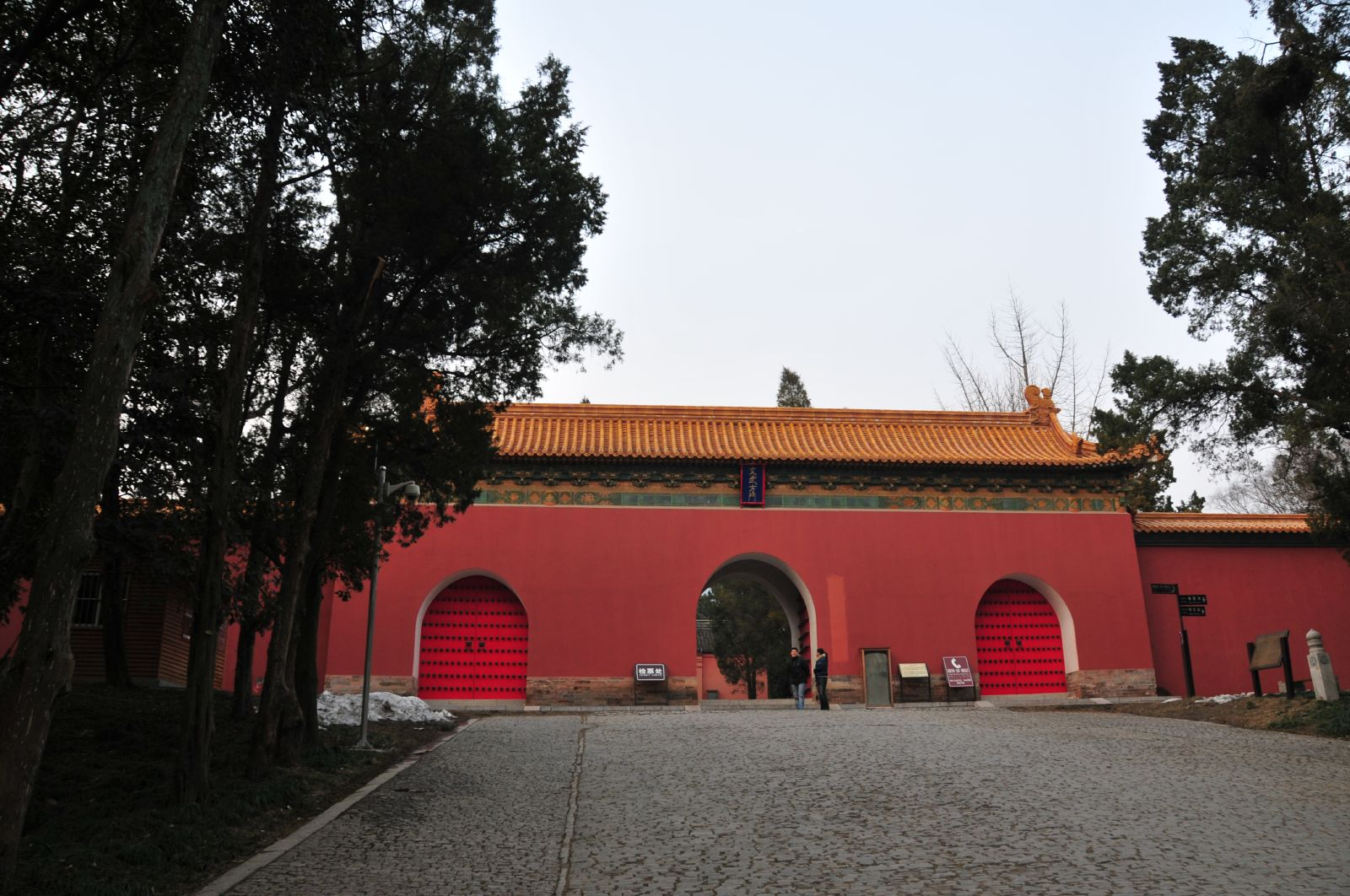
O portão Wenwu Fangmen
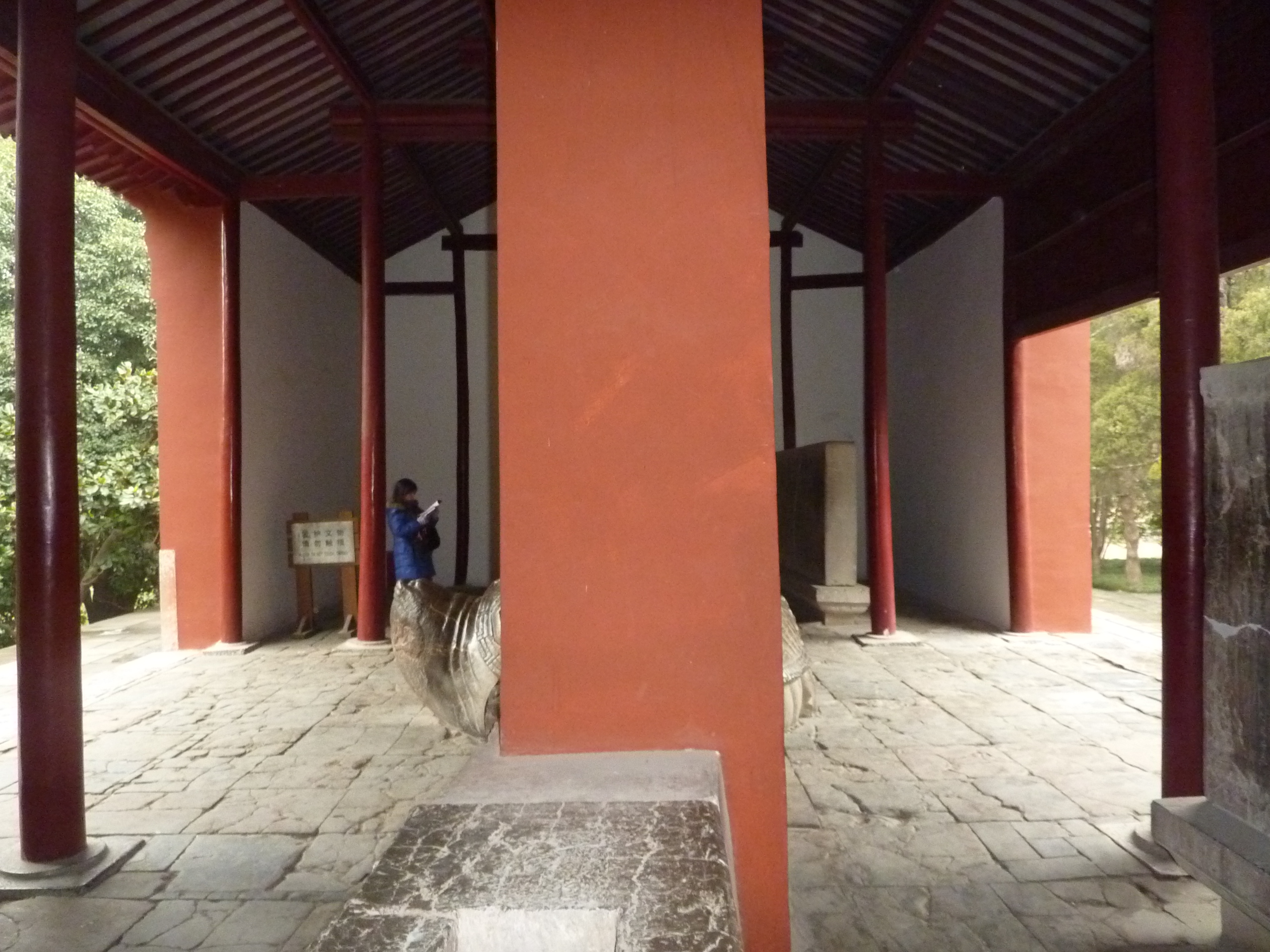
O Salão da Tábua, com a tartaruga deixada para trás pelo Imperador Kangxi
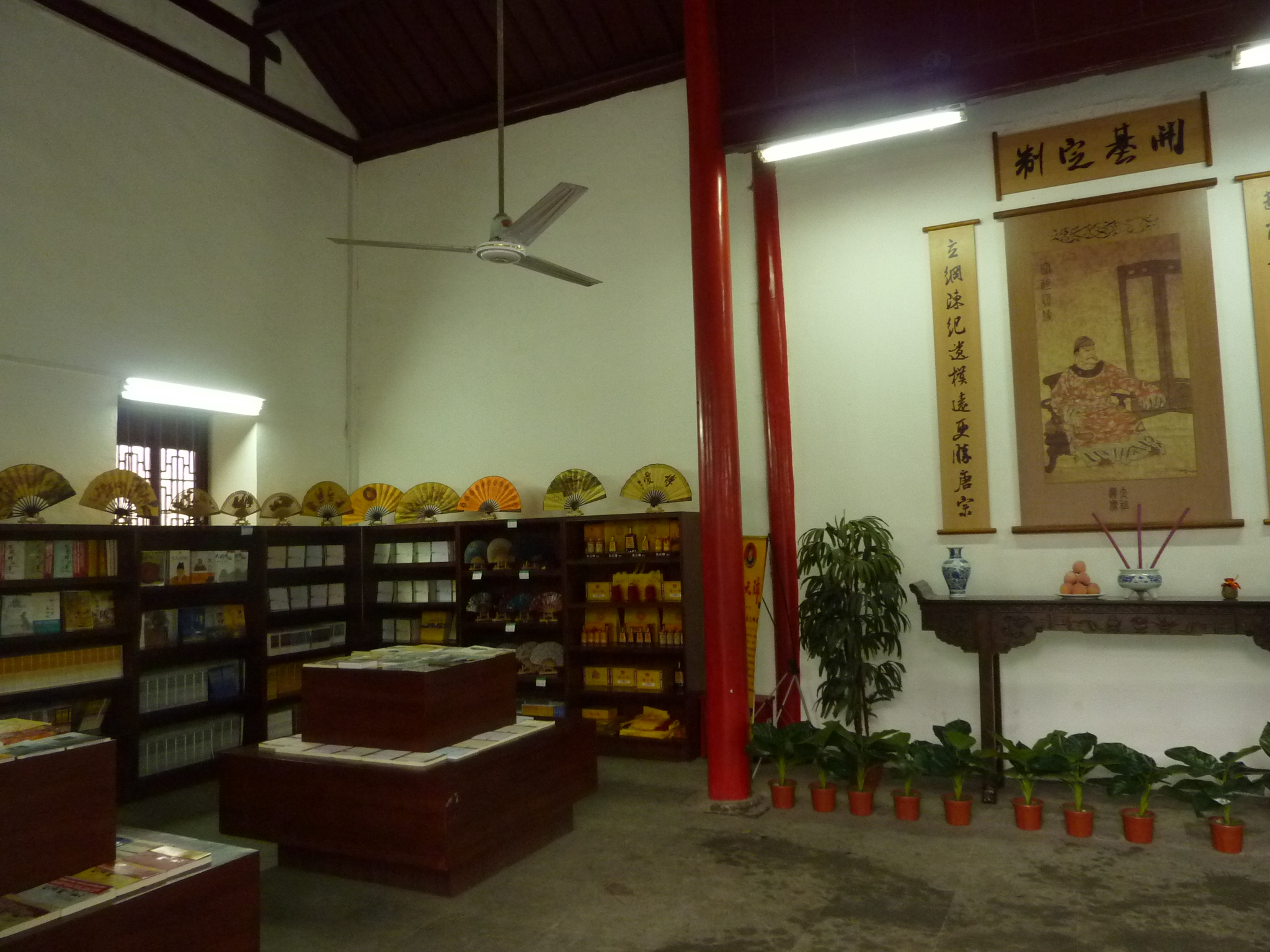
Dentro do Ting Dian ("Salão do Pavilhão"), que substitui o antigo Salão Xiaoling
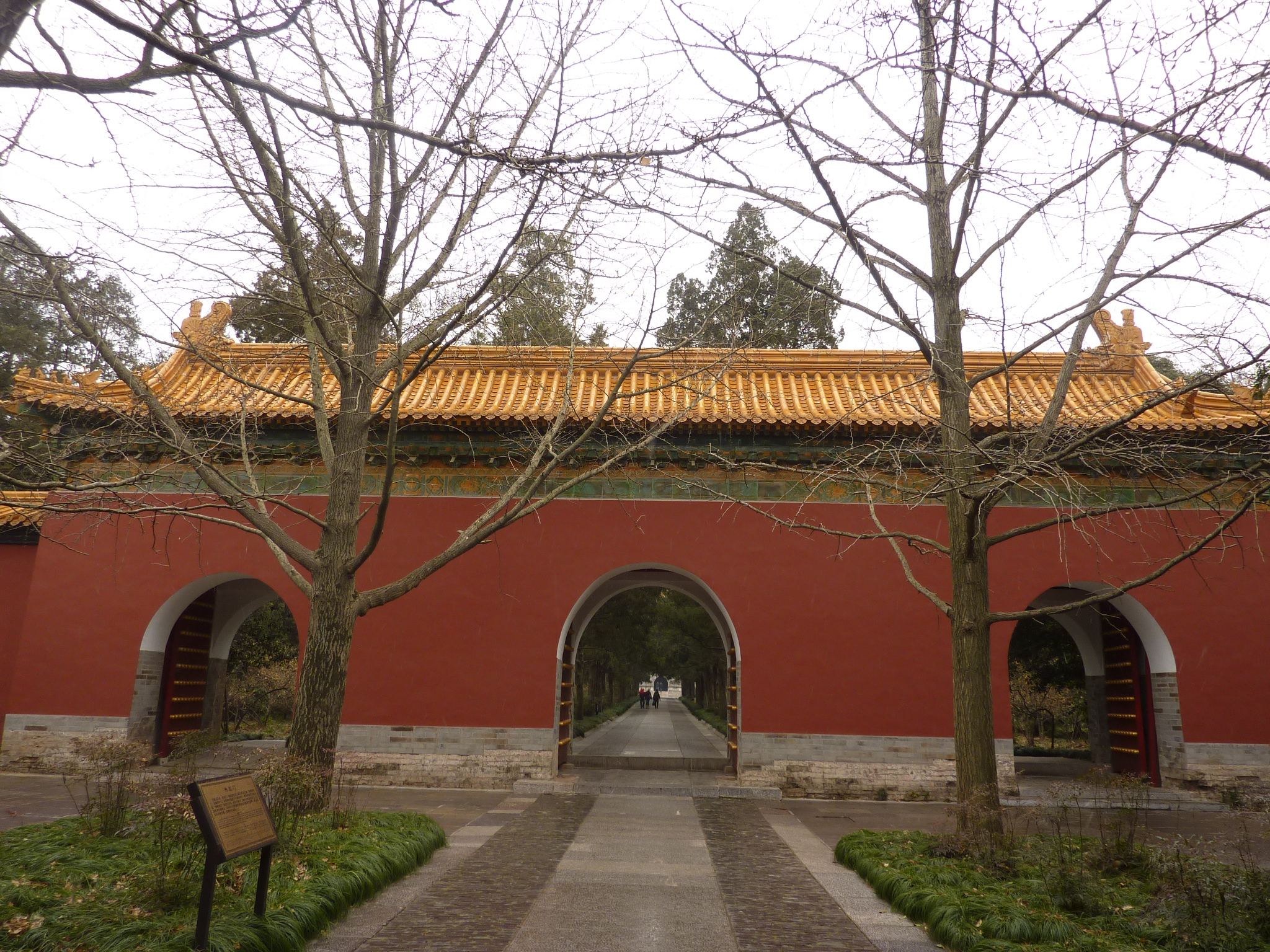
Nei Hong Men (O Portão Vermelho Interno)
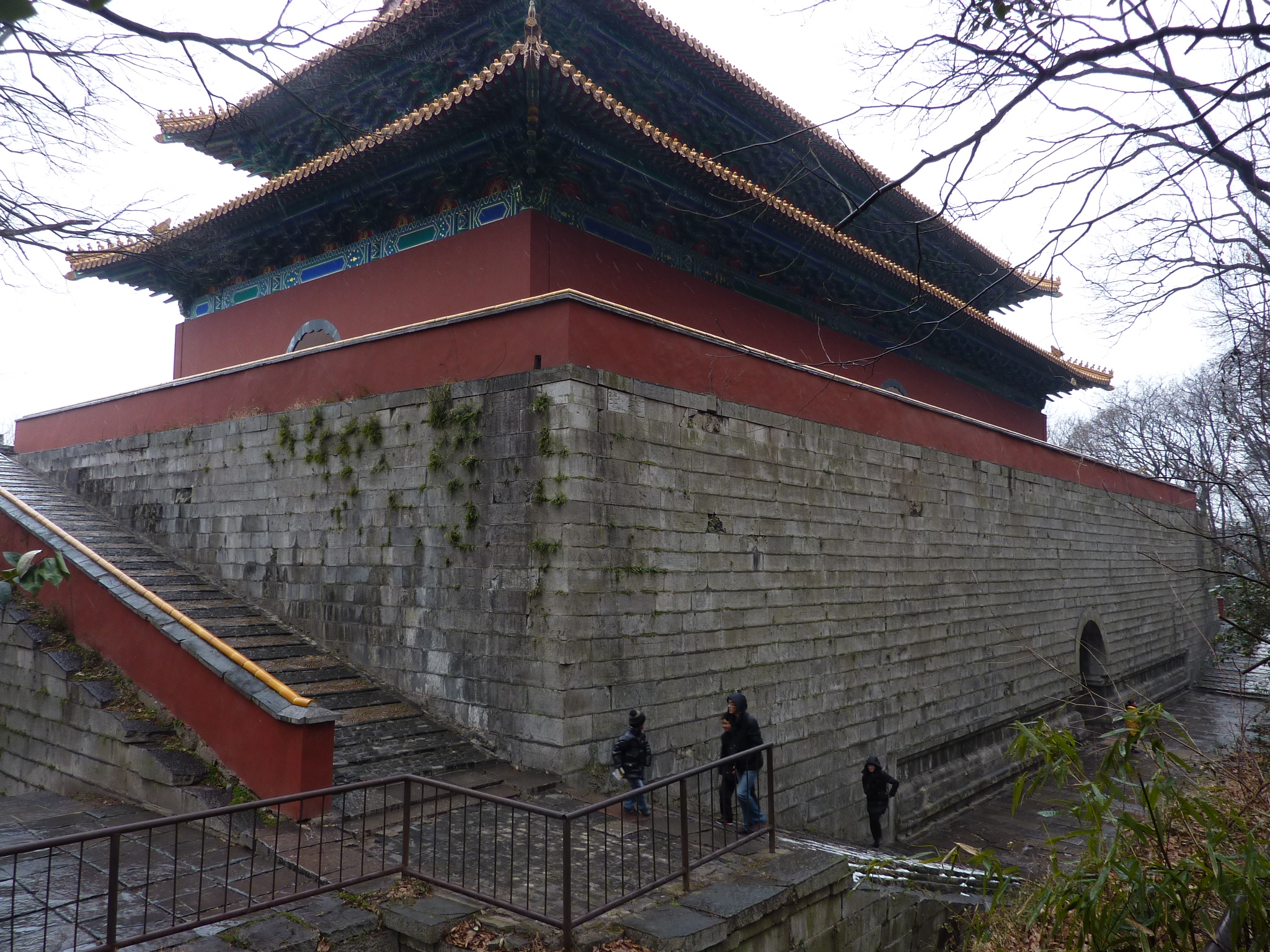
A Torre da Alma no topo do Ming Lou
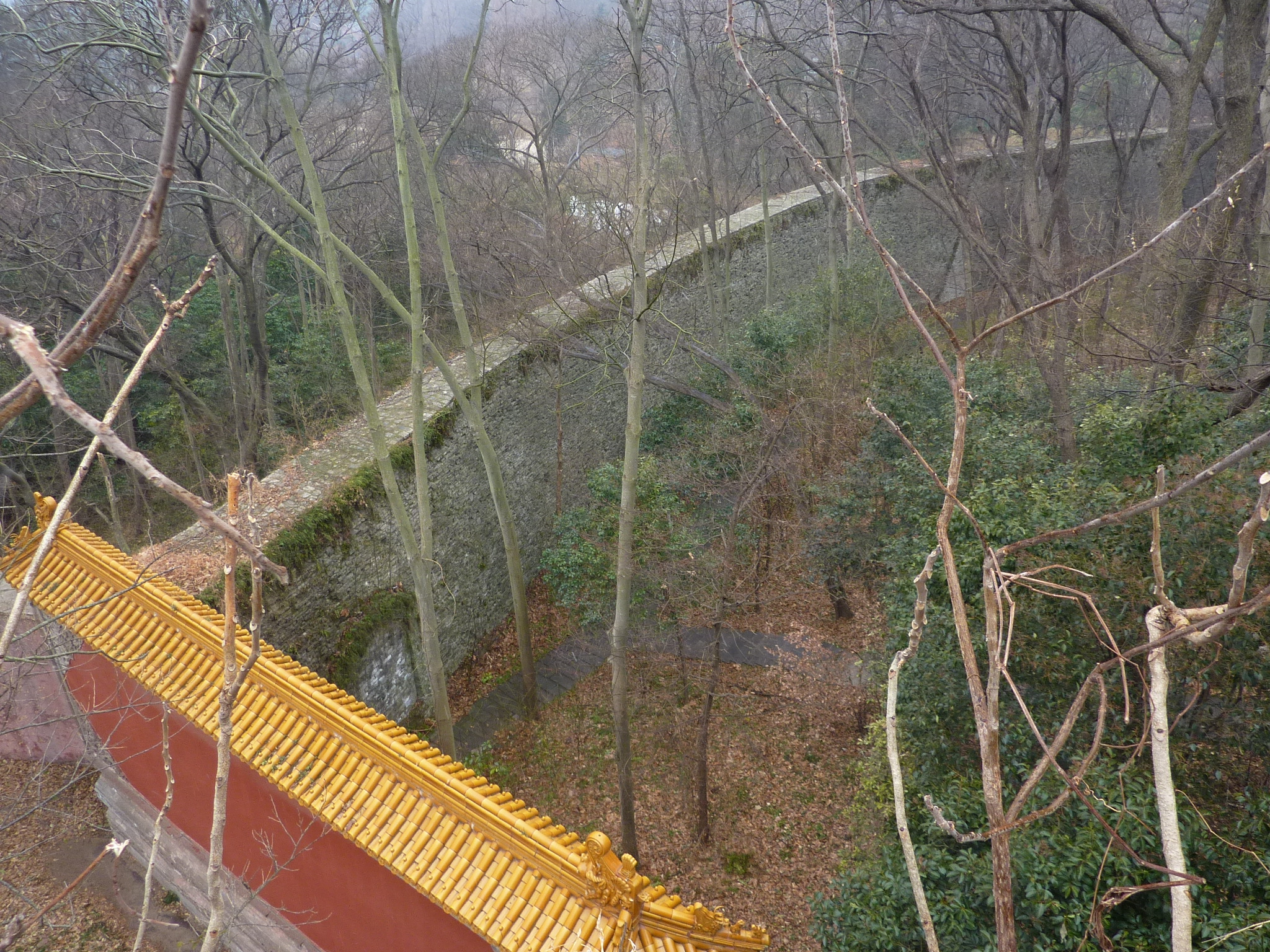
A muralha que circunda o topo da Colina do Dragão Solitário, vista da Torre da Alma
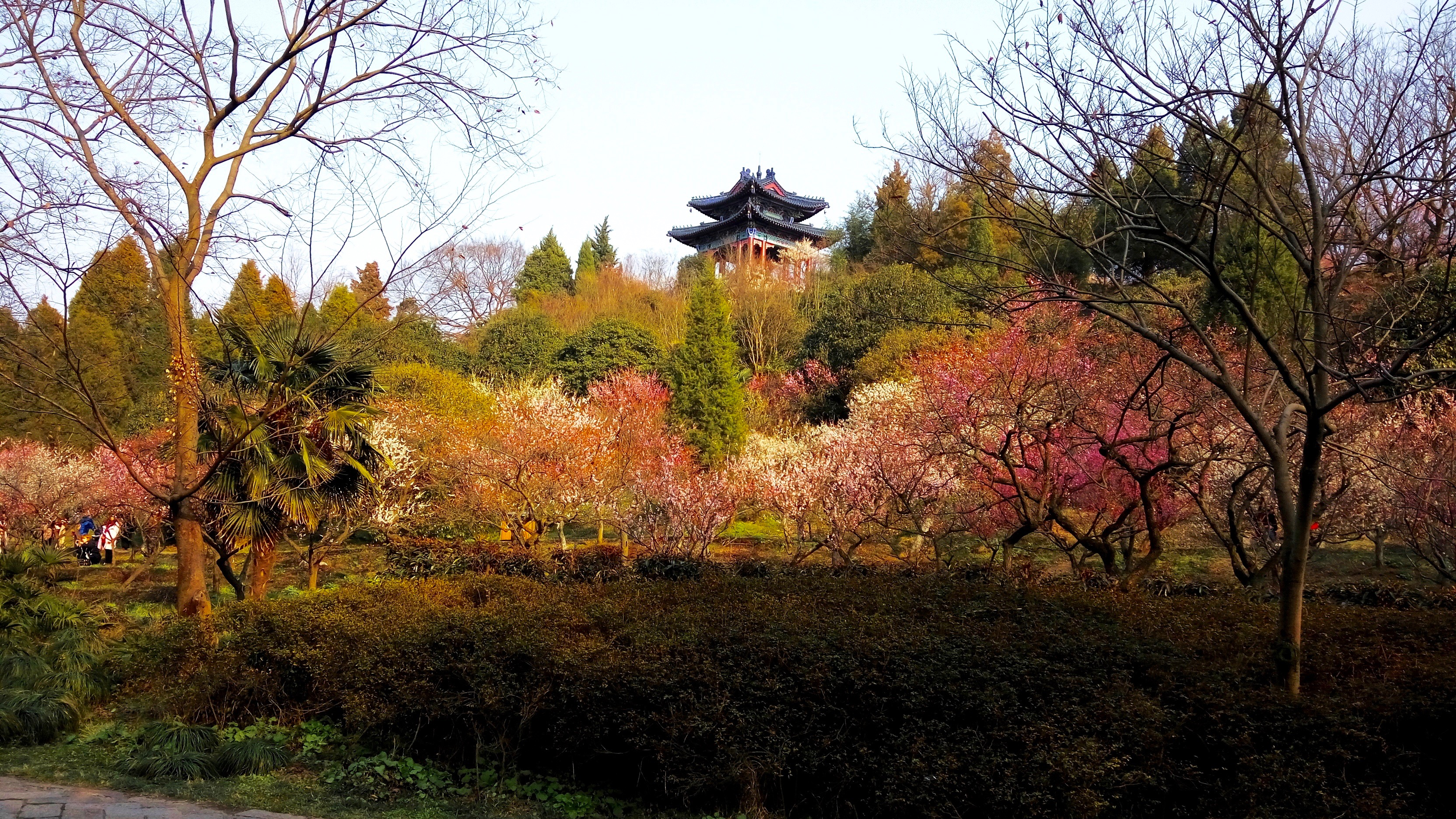
O festival anual da flor de ameixa acontece em Plum Blossom Hill
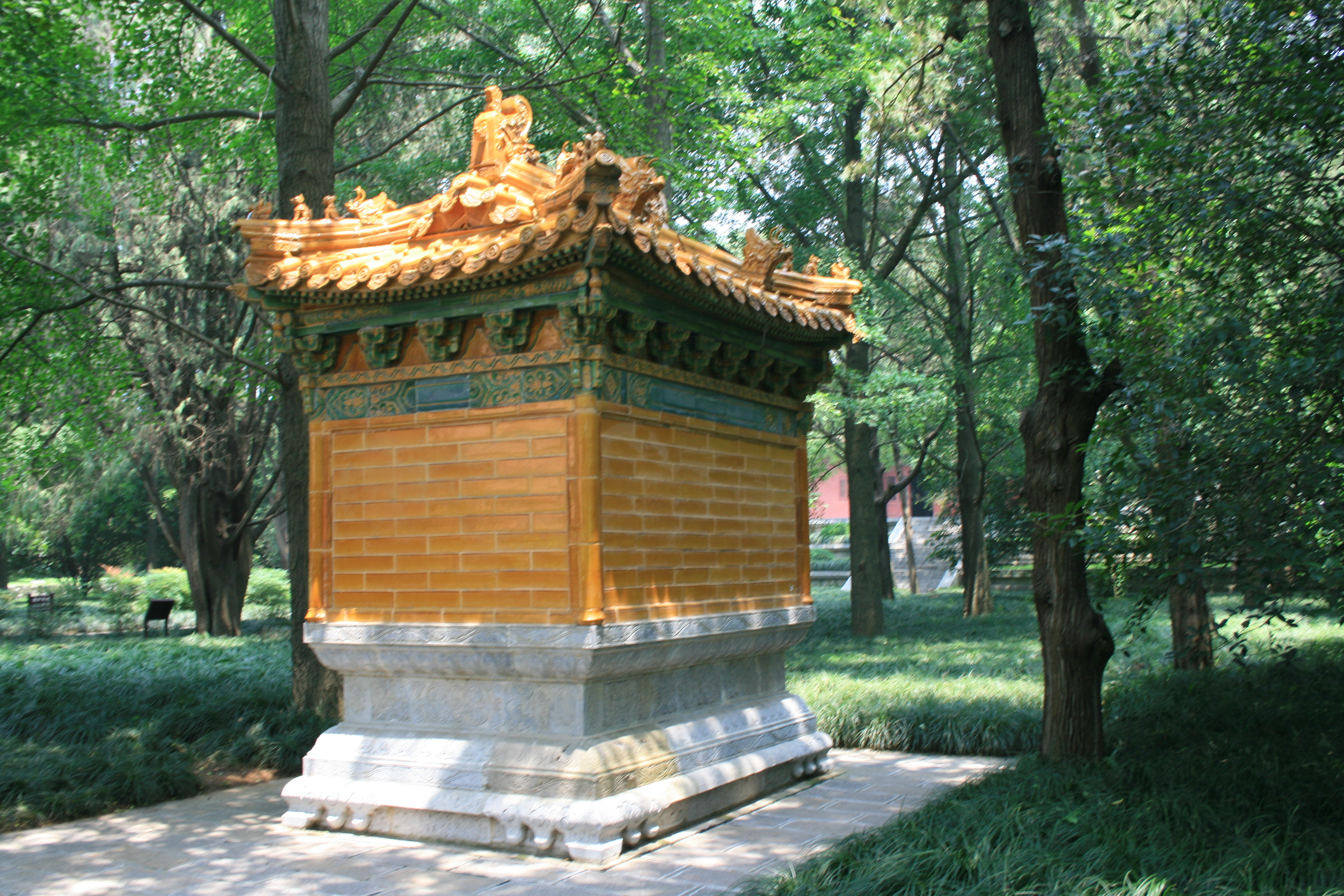
O Fogão Shenbo ("O Queimador de Seda")

## Mistério da terceira tartaruga

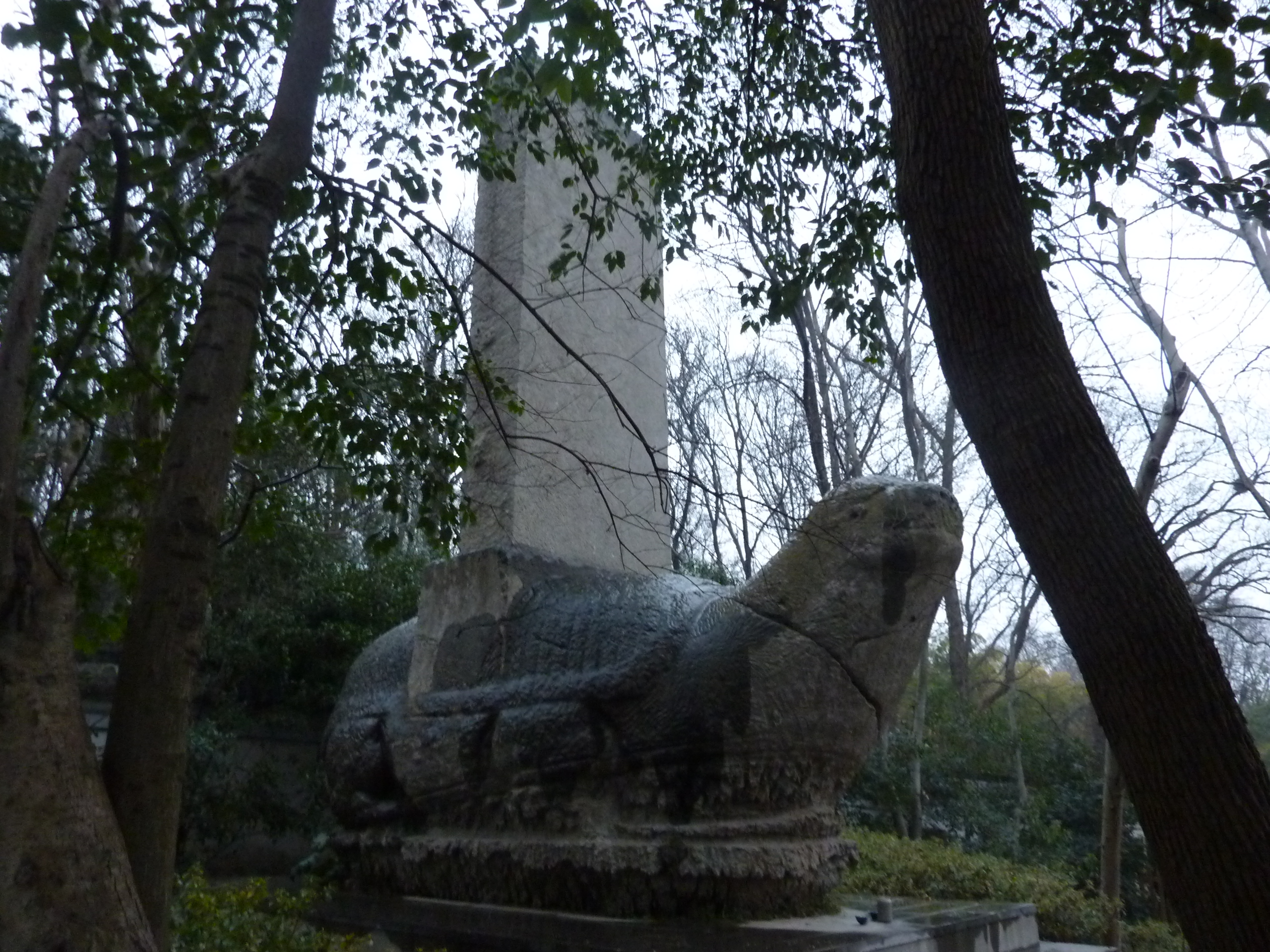
O bixi inacabado com uma estela em branco, reinstalado no Parque Cultural da Câmara Vermelha

Em 1999, outra tartaruga de pedra inacabada e uma estela inacabada caídas no chão foram descobertas em uma ravina a pouco mais de 100 m a sudeste do Pavilhão Sifangcheng, e ainda mais perto da antiga vila de Madame Chiang Kai-Shek (conhecida como Meiling Gong ). A tartaruga, maior do que aquelas sob a estela de Shengde e as estelas do Imperador Kangxi, e a estela em branco correspondente foram reconhecidas por especialistas como sendo produtos do início da dinastia Ming, mas as razões para sua fabricação e abandono tornaram-se objetos de especulação entre os historiadores. Várias explicações possíveis – desde material defeituoso até a derrubada do Imperador Jianwen pelo Imperador Yongle em 1402 – foram apresentadas.
Enquanto isso, a tartaruga e a estela em branco (无字碑) foram transferidos para o Parque Cultural da Câmara Vermelha (红楼艺文苑, Honglou Yiwen Yuan), localizado a leste do complexo Ming Xiaoling.   O parque (que de outra forma seria um moderno parque de paisagens e esculturas com o tema Sonho da Câmara Vermelha ) pode ser visitado com o mesmo ingresso do Ming Xiaoling.

## Links externos
- Túmulo Virtual Xiaoling da Dinastia Ming – modelagem VRML de alguns artefatos

Predefinição:Nanjing